# Florida Georgia Line
Florida Georgia Line är en amerikansk countryduo som består av sångarna Tyler Hubbard och Brian Kelley.

## Bakgrund
Medlemmarna möttes då de studerade vid Nashvilles Belmont University. Kelley och Hubbard började skapa musik. Då Brian Kelley kom från Ormond Beach, Florida och Tylar Hubbard från Monroe, Georgia, beslutade de att hedra sina hemdelstater i gruppnamnet Florida Georgia Line.

## Diskografi
CD
- Here's to the Good Times (2012)[1]
- Anything Goes (2014)[2]
- Dig Your Roots (2016)[3]
- Can't Say I Ain't Country (2019)

De samarbetade med Bebe Rexha i låten "Meant to Be" till hennes EP-skiva All Your Fault: Pt.2 (2017).

## Förband till andra artister
- The Summer Never Ends Tour (2012) med Jake Owen
- Dirt Road Diaries Tour (2013) med Luke Bryan
- The Red Tour (2013) med Taylor Swift
- Burn It Down Tour (2014) med Jason Aldean
- Chillaxification Tour (2020) med Kenny Chesney